# Диксон, Викки
Виктория Джейн (Викки) Диксон (англ. Victoria Jane (Vicky) Dixon, род. 5 августа 1959, Ормскерк, Ланкашир) — английская и британская хоккеистка (хоккей на траве), полевой игрок. Бронзовый призёр летних Олимпийских игр 1992 года, участница летних Олимпийских игр 1988 года, чемпионка Европы 1991 года, серебряный призёр чемпионата Европы 1987 года.

## Биография
Виктория Диксон родилась 5 августа 1959 года в британском городе Ормскерк в Англии.
Играла в хоккей на траве за «Саффрон Уолден» и «Ипсуич».
В 1987 году стала серебряным призёром чемпионата Европы в Лондоне.
В 1988 году вошла в состав женской сборной Великобритании по хоккею на траве на летних Олимпийских играх в Сеуле, занявшей 4-е место. Играла в поле, провела 5 матчей, забила 2 мяча (по одному в ворота сборных Нидерландов и США).
В 1991 году завоевала золотую медаль чемпионата Европы в Брюсселе.
В 1992 году вошла в состав женской сборной Великобритании по хоккею на траве на летних Олимпийских играх в Барселоне и завоевала бронзовую медаль. Играла в поле, провела 5 матчей, мячей не забивала.
Преподавала математику в средней школе Кембриджа.